# Katiola
Katiola är en ort i Elfenbenskusten. Den ligger i distriktet Vallée du Bandama, i den centrala delen av landet, 150 km norr om huvudstaden Yamoussoukro.